# 林勇二郎
林 勇二郎（はやし ゆうじろう、1942年1月17日 - ） は、日本の工学者。専門は熱工学。工学博士。第9代金沢大学学長。第3代国立高等専門学校機構理事長。第49期日本伝熱学会会長。第20期日本学術会議会員。

## 人物・経歴
石川県金沢市生まれ。金沢大学附属高等学校を経て、1967年東京工業大学（のちの東京科学大学）大学院理工学研究科機械工学専攻修士課程修了。1970年同博士課程修了、工学博士。
同年金沢大学工学部講師。1971年金沢大学工学部助教授。1981年金沢大学工学部教授。1991年日本機械学会理事、日本混相流学会理事。1995年日本伝熱学会副会長。パデュー大学客員教授等を経て、1997年金沢大学工学部学部長。1999年金沢大学学長、日本冷凍空調学会理事。2000年金沢子ども科学財団理事長。
2008年北陸先端科学技術大学院大学監事。2009年国立高等専門学校機構理事長。2010年日本伝熱学会会長。2012年国立高等専門学校機構特別顧問。2014年北陸先端科学技術大学院大学監事。平成29年秋の叙勲で瑞宝重光章受章。2021年石川県推進計画見直しに向けた検討会議委員長。2022年富山大学学長選考会議議長。
北陸科学技術大学院大学学長特別顧問、金沢創造都市会議・金沢学会参与、科学技術振興機構JSTイノベーションプラザ石川総館長、石川県工業試験所顧問、金沢こども科学財団理事長、日本学術会議会員、公立小松大学顧問アドバイザー・フェロー、文部科学省中央教育審議会大学分科会大学教育部会臨時委員、北陸産業競争力協議会委員、石川県公立大学法人評価委員会委員長、富山大学経営協議会委員等も歴任した。専門は熱工学。

## 著書
- 『法人化と大学改革のはざまで : 金沢大学の矜恃』北國新聞社 2009年

## 受賞歴
- 日本冷凍空調学会論文賞 1980年[20]
- 米国冷凍空調学会論文賞 1980年[20]
- 日本機械学会論文賞 1990年[20]
- 日本伝熱学会学術賞 1993年[20]
- 日本冷凍空調学会論文賞 1997年[20]
- 日本機械学会功績賞 1997年[20]
- 日本伝熱学会学術賞 1999年[20]
- 日本機械学会部門賞 2001年[20]
- 金沢大学感謝状 2023年[21]